# Большая игра (фильм, 1954)
«Большая игра» (фр. Le Grand Jeu, в прокате США с 1958 года — Flesh and the Woman, ≈ рус. Плоть и женщина) — франко-итальянский фильм режиссёра Роберта Сиодмака, вышедший в 1954 году по сюжету Жака Фейдера к поставленному им одноимённому фильму 1934 года.

## Сюжет
Пьер Мартель (Паскаль) — перспективный парижский адвокат, влюбляется в Сильвию (Лоллобриджида), красивую женщину с сомнительной репутацией. Поженившись, молодые люди живут откровенно не по средствам. Чтобы покрыть расходы Пьер участвует в незаконных сделках, о которых становится известно в гильдии адвокатов. Его изгоняют из профессии. Он пытается скрыться от позора в Алжире и зовёт с собой Сильвию, но та отвергает разорённого мужа. Пьер вступает в Иностранный легион и участвует в боевых действиях. Позже, во время увольнений он становится постоянным клиентом бара гостиницы «Последний приют», хозяйка которой мадам Бланш (Арлетти) нередко гадает гостям на картах. Карты предвещают Пьеру скорую беду. Вскоре молодой человек встречает и влюбляется в проститутку Елену Риччи, абсолютно похожую на Сильвию. Он уговаривает её порвать с прошлым и уехать во Францию, но сразу после приезда они встречают Сильвию, которая легко расстраивает их отношения. Пьер Мартель возвращается на службу в легион в надежде на скорое исполнение пророчества мадам Бланш.

## В ролях
- Джина Лоллобриджида — Сильвия Соррего и Елена Риччи
- Жан-Клод Паскаль — Пьер Мартель
- Арлетти — мадам Бланш
- Раймон Пеллегрен — Марио, боевой товарищ Пьера
- Питер ван Эйк — Фред, боевой товарищ Пьера
- Одетт Лор — подруга Марио
- Поль Амио — капитан
- Жан Темерсон — Ксавье Нобле
- Жерар Бюр — легионер
- Одетта Барансей — Гертруда
- Лиля Кедрова — Роза
- Жорж Витрэй — портье

## Награды и номинации
Фильм участвовал в конкурсной программе кинофестиваля в Каннах с номинацией режиссёра на Золотую пальмовую ветвь, но награды не получил.

## Критика
Искусствовед Джозеф Греко в книге «The File on Robert Siodmak in Hollywood, 1941—1951» подчёркивает то совпадении в создании фильма 1934 года и его ремейка 1954 года, что и для Жака Фейдера, и для Роберта Сиодмака съёмки картин стали первым кинематографическим опытом во Франции после многолетней работы за рубежом. Однако Сиодмак пригласил для участия в ленте кинозвёзд значительно большего масштаба для соответствующего периода, чем те актёры, которые работали с Фейдером. При этом он приводит высказывание обозревателя журнала Cahiers du cinéma, в котором тот называет сюжет фильма невероятным, а попытки режиссёра что-то с этим сделать — не достигшими цели. В издании «Films in Review» Национального совета кинокритиков США предполагается, что неуспех картины связан с тем, что Сиодмак рассматривал работу над ним как «просто халтуру» (англ. just a potboiler).

## Дополнительная информация
В рекламных слоганах к фильму использовались чрезвычайно эмоциональные эпитеты: «Он оставил её в парижской роскоши, … а нашёл торгующей собой на задворках Алжира!», «Нарастающие страсти в испепеляющей Сахаре», «История страсти и похоти со взрывным финалом», «Любящая жена или продажная женщина», «Жарче, чем в Сахаре» и так далее.